# Joshua J. Johnson
Joshua J. Johnson (Dallas, 10 maggio 1976) è un ex velocista statunitense, campione mondiale della staffetta 4×100 metri a Parigi Saint-Denis 2003.

## Palmarès
| Anno | Manifestazione | Sede        | Evento      | Risultato | Prestazione | Note |
| ---- | -------------- | ----------- | ----------- | --------- | ----------- | ---- |
| 2003 | Mondiali       | Saint-Denis | 200 m piani | 6º        | 20"47       |      |
| 2003 | Mondiali       | Saint-Denis | 4×100 m     | Oro       | 38"06       |      |

## Altre competizioni internazionali
2003
- Oro alla World Athletics Final ( Monaco), 200 m piani - 20"35

2004
- 7º alla World Athletics Final ( Monaco), 100 m piani - 10"44
- 5º alla World Athletics Final ( Monaco), 200 m piani - 20"65

2007
- 6º alla World Athletics Final ( Stoccarda), 200 m piani - 20"48